# هند بنت معبد
هند بنت معبد بن أسد. شاعرة جاهلية. من بني أسد كان جدها من ندماء النعمان، سكر النعمان (حكم 582-609 م) ذات يوم فأمر بقتله ومعه عمرو بن مسعود (لا يُعلم هل هو المنخل اليشكري أو شخص آخر) فقُتلَا، فكان لها في ذلك شعر. كما أن لها أبياتًا في رثاء ابن عم لها يدعى خالد بن حبيب.

## بعض أشعارها
من شعرها، وهو من البحر الكامل: